# Hermann Vielguth
Hermann Vielguth (* 15. März 1825 in Linz; † 6. März 1903 ebenda) war Fabriksbesitzer, Apotheker und Abgeordneter zum Österreichischen Abgeordnetenhaus.

## Leben
Hermann Vielguth war Sohn des Apothekers, Gemeinderats und Vizebürgermeisters von Linz, Johann Ernst Vielguth (1792–1874). Nach dem Besuch einer Volksschule ging er auf ein Gymnasium in Linz. Ab 1840 machte er eine Apothekerlehre und von 1844 bis 1846 war er Apothekergehilfe in Linz. Von 1846 bis 1851 studierte er Chemie an den Universitäten Prag, Wien und (von 1848 bis 1849) Medizin an der Universität Erlangen. Er promovierte im Jahr 1851 zum Dr. chem. in Prag. Ebenfalls 1851 wurde er Supplent für Mathematik am Staatsgymnasium in Linz. 1854 trat er in die väterliche Apotheke ein und wurde 1867 Mitbesitzer. 1870 übernahm er die alleinige Leitung und 1874 war er Alleininhaber der Apotheke „Zur Goldenen Krone“ (später „Wasserapotheke“) in Linz, die er im Jahr 1899 verkaufte.
Im Jahr 1867 kaufte er der Noitzmühle in Lichtenegg bei Wels, die er zu einer Papierfabrik („Scheerer & Vielguth“) umbaute. Ab 1894 war er Alleineigentümer und 1900 verkaufte er die Fabrik. Von 1882 bis 1903 war er auch Vizepräsident der Lambacher Flachsspinnerei in Stadl-Paura.
Er war im Jahr 1862 Kurator und von 1866 bis 1869 Direktor-Stellvertreter des Gewerbevorschuss-Vereins in Linz. Von 1880 bis 1887 war er auch Obmann des Oberösterreichischen Apothekergremiums.
Er starb am 6. März 1903 knapp vor seinem 78. Geburtstag an einer Leberentartung. 
Er war römisch-katholisch und ab 1875 verheiratet mit Rosa von Dierzer, mit der er aber keine Kinder hatte. Sein Schwager war Emil Ritter von Dierzer.

## Politische Funktionen
Hermann Vielguth war im Jahr 1878 Gemeinderat und von 1883 bis 1893 Vizebürgermeister von Linz. Vom 15. Januar 1883 bis zum 22. Januar 1897 war er Abgeordneter des Abgeordnetenhauses im Reichsrat (VI., VII. und VIII. Legislaturperiode) und war dort für die Kurie Oberösterreich, Städte 1 (Linz, Urfahr, Ottensheim, Gallneukirchen) zuständig. Er war der Nachfolger des zurückgetretenen Max Edlbacher.

## Klubmitgliedschaften
Hermann Vielguth war ab 1883 Mitglied bei den Vereinigten Linken, ab 1885 im Deutschösterreichischen Klub und ab dem 6. November 1888 bei den Vereinigten Deutschen Linken.